# Ромфея

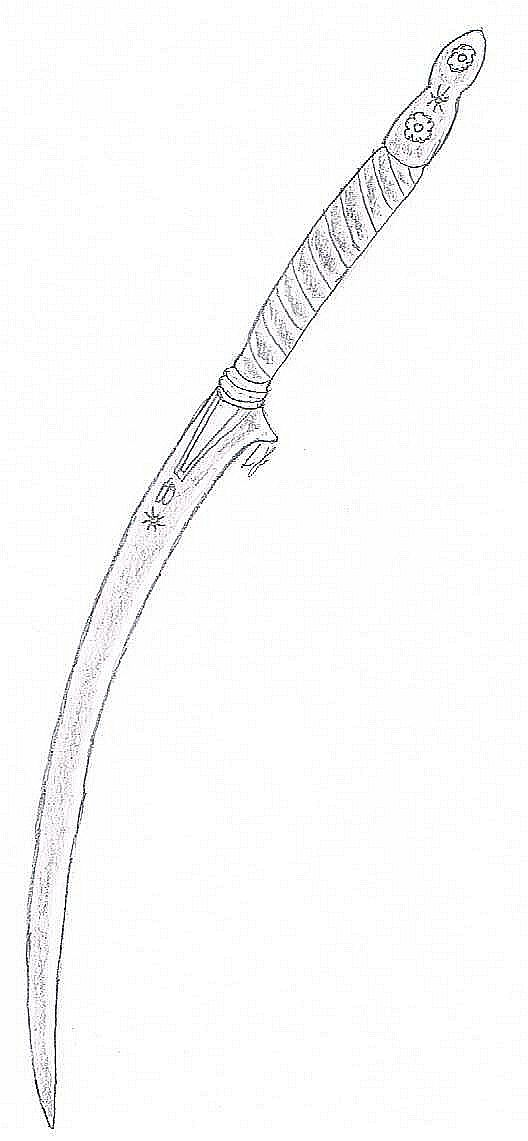

Ромфея (дав.-гр. ῥομφαία) — клинкова зброя ближнього бою, яку використовували фракійці античного часу. Ромфеї були зброєю з прямим або злегка вигнутим клинком, прикріпленим до держака, який в більшості випадків був значно коротший за лезо.  Хоча ромфеї були схожі на фалькс, більшість археологічних даних свідчать про те, що вони були ковані з прямими або злегка вигнутим клинком, імовірно, щоб їх можна було використовувати як колючу, так і рубаючу зброю.  Клинок був виготовлений із багаторазово прокованого і складеного заліза. Для цієї зброї був властивий  трикутний поперечний переріз леза. Довжина була різною, але середньостатистично ромфея мала б клинок приблизно 60–80 см і задня компонентна частина клинка тенг, де відбувалося кріплення до рукоятки (держака), сягала близько 50 см.  Виходячи з довжини задньої частини, можна припустити, що повністю готовий виріб мав розмір 120-140 см. 

## Використання
Ромфея була холодною зброєю та важливою складовою екіпірування фракійських важких піхотинців, проте можливо вона використовувалася і вершниками.  Меч можна було застосовувати як для атаки, так і для захисту, у зв'язку з його здатністю колоти та рубати.  Джерела повідомляють, що ромфея носилася зі щитом і двома дротиками, але у фракійських гробницях щити не виявляють. Проте, так чи інакше, ці воїни були захищені досить потужнім обладунком і шоломом.
Середня приблизна вага зброї складала 0,77 кг. Маніпуляції мечем могли відбуватися як однією рукою, так і двома.
Є свідчення, що цей тип меча також використовували Римляни, Візантійнці, Греки, Македонці, Даки. Тобто зброя була широко поширена на Балканах.

## Відмінності від Фалькса

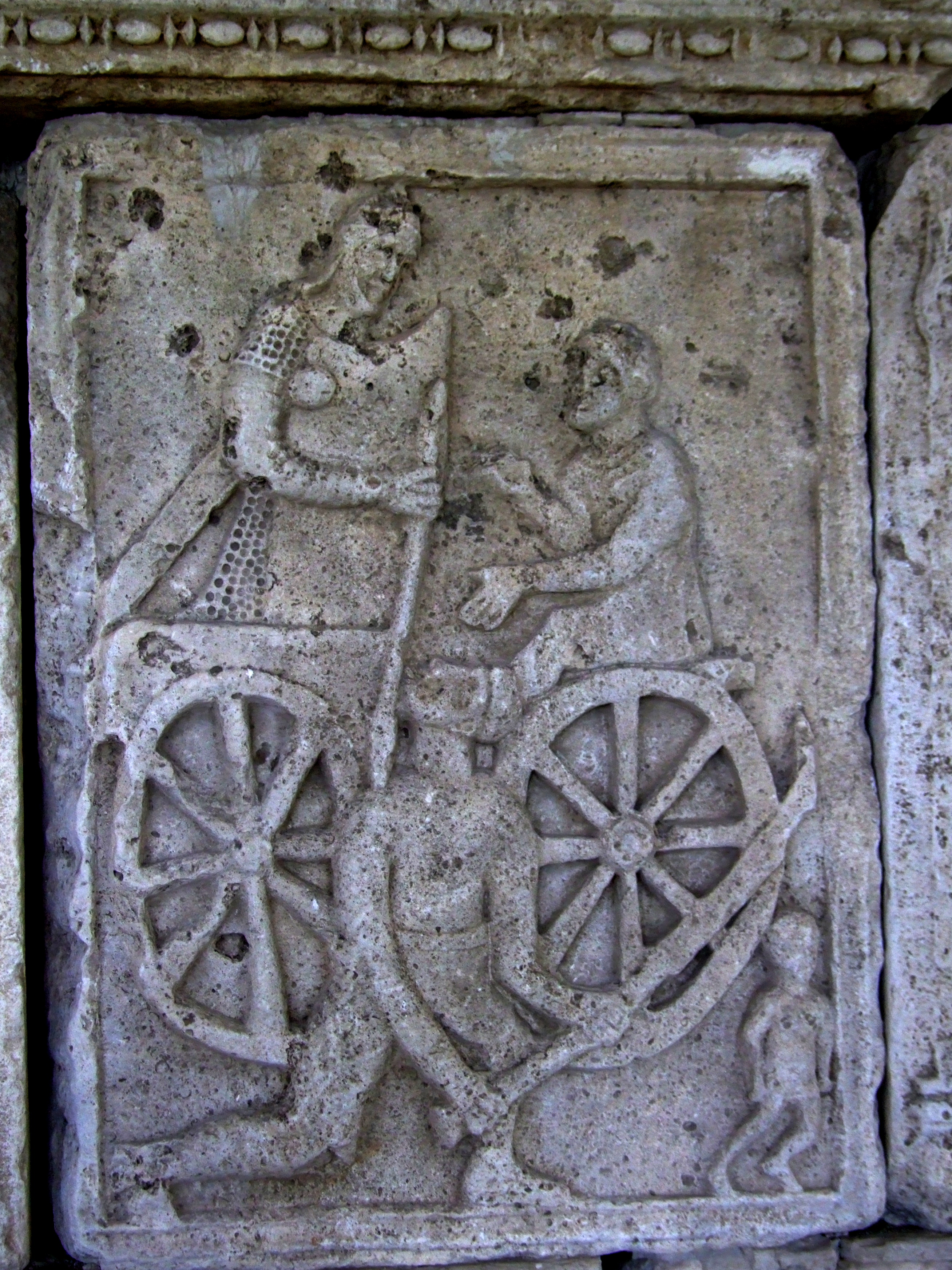

У ромфеї клинок був прямим або лише злегка вигнутим, а клинок фалькса був значно вигнутим. Одним з важливих аспектів є те, що пряміший клинок гірше підходить для рублячих ударів.

## Історія
Найбільш рання згадка ромфеї пов'язана з битвою при Гідаспі в 326 році до н. е., під час індійського походу Олександра.  Римський історик Квінт Курцій Руф у своїй «Історії Олександра Великого» описував як фракійська піхота ефективно відсікала великими мечами хоботи бойових слонів царя Пора.

Наступним ромфею згадав Тіт Лівій, розповідаючи про бій між римлянами і македонянами в 197 році до н. е., незадовго до битви при Кіноскефалах.
" Весь цей район поріс лісом, що створювало великі незручності для македонської фаланги, а фракійці навіть не могли використовувати свої румпії через гілки дерев, що густо перепліталися."
Потім Лівій згадує, як у 172 році до н. е., під час битви при Каллініці фракійці з армії Персея, очолювані царем Котисом, атакували ромфеями коней римлян.

Найбільш відома згадка про ромфеї належить Плутарху, у зв'язку з важливою битвою при Підні (168 рік до н.е.).  У «Життєписі Емілія Павла» він пише:
" Попереду йшли фракійці... з яскраво блискучими щитами, в сяючих поножах, одягнені в чорні хітони, вони потрясали важкими залізними мечами, що здіймалися прямо вгору над правим плечем. "
У 52 році, Цицерон у своїй судовій промові «На захист милосердя», згадав, що Клодій був поранений у плече «фракійським мечем румпія» гладіатором на ім'я Бірія.
У творі «Аттичні ночі» Авла Геллія, описано, що під час битви при Магнезії, фракійські воїни озброєні ромфеями охороняли римський обоз.
Щодо археологічних даних, то вони теж наявні. В книзі "The Gods of Battle: The Thracians at War, 1500 BC - 150 AD" Christopher Webber для огляду цього аспекту відводить окремий параграф.